# 溪口吊橋
溪口吊橋，是中华民国台湾桃园市復興區的一座悬索桥，跨越大漢溪，完工于2018年1月，主跨为330米。